# Malthonea glaucina
Malthonea glaucina är en skalbaggsart som först beskrevs av Thomson 1868.  Malthonea glaucina ingår i släktet Malthonea och familjen långhorningar.
Artens utbredningsområde är Venezuela. Inga underarter finns listade i Catalogue of Life.